# Tom Stafford (astronome)
Pour les articles homonymes, voir Stafford.
Tom Stafford est un astronome américain qui a découvert 40 astéroïdes entre 1997 et 2000, dont (12061) Alena, (12533) Edmond, (13436) Enid et (13688) Oklahoma à l'observatoire Zeno (code observatoire UAI 727) à Edmond (Oklahoma).

## Astéroïdes découverts
| Astéroïdes découverts : 40 | Astéroïdes découverts : 40 |
| -------------------------- | -------------------------- |
| (12061) Alena              | 21 mars 1998               |
| (12533) Edmond             | 2 juin 1998                |
| (13324) 1998 SK2           | 18 septembre 1998          |
| (13436) Enid               | 17 novembre 1999           |
| (13688) Oklahoma           | 9 septembre 1997           |
| (14165) 1998 UZ            | 19 octobre 1998            |
| (15162) 2000 GN2           | 5 avril 2000               |
| (15904) Halstead           | 29 septembre 1997          |
| (16820) 1997 VA3           | 6 novembre 1997            |
| (18033) 1999 NR4           | 14 juillet 1999            |
| (19632) 1999 RP39          | 13 septembre 1999          |
| (22825) 1999 RO39          | 13 septembre 1999          |
| (23201) 2000 SJ42          | 27 septembre 2000          |
| (24095) 1999 VN            | 2 novembre 1999            |
| (24107) 1999 VS19          | 12 novembre 1999           |
| (25357) 1999 TM            | 1er octobre 1999           |
| (27085) 1998 UA1           | 19 octobre 1998            |
| (27219) 1999 EL            | 9 mars 1999                |
| (29822) 1999 DS2           | 19 février 1999            |
| (31246) 1998 DZ12          | 24 février 1998            |
| (33431) 1999 EK            | 9 mars 1999                |
| (39808) 1997 WQ25          | 25 novembre 1997           |
| (39842) 1998 BV25          | 29 janvier 1998            |
| (40171) 1998 RS            | 11 septembre 1998          |
| (44474) 1998 WE            | 16 novembre 1998           |
| (44478) 1998 WK6           | 23 novembre 1998           |
| (44886) 1999 VF1           | 4 novembre 1999            |
| (44903) 1999 VR19          | 12 novembre 1999           |
| (47030) 1998 VG32          | 12 novembre 1998           |
| (49297) 1998 VY4           | 11 novembre 1998           |
| (58584) 1997 SE11          | 29 septembre 1997          |
| (65889) 1998 BB4           | 23 janvier 1998            |
| (68009) 2000 YD4           | 21 décembre 2000           |
| (70426) 1999 TN            | 1er octobre 1999           |
| (70733) 1999 VV6           | 8 novembre 1999            |
| (74791) 1999 SW6           | 30 septembre 1999          |
| (80249) 1999 WB9           | 30 novembre 1999           |
| (91906) 1999 VE24          | 15 novembre 1999           |
| (100640) 1997 VY3          | 7 novembre 1997            |
| (103576) 2000 CG1          | 4 février 2000             |